# Otto Gerland
Johann Ludwig Otto Gerland (* 21. September 1835 in Kassel; † 28. August 1922 in Hildesheim) war ein deutscher Jurist, Polizeidirektor, Syndikus und Heimatforscher.

## Leben und Wirken
Otto Gerland war ein Sohn des Generalmajors Balthasar Gerland und dessen Ehefrau Wilhelmine Friederike Grandidier.
Nach dem Jura-Studium in Marburg, Heidelberg und Berlin war er von 1866 bis 1882 Rechtsanwalt in Schmalkalden. Er promovierte 1872. Von 1882 bis 1919 war er Senator und Polizeidirektor in Hildesheim, seit 1910 dort auch Stadtsyndikus. Am 1. April 1917 trat er in den Ruhestand.
Bekannt geblieben ist Otto Gerland durch seine heimatgeschichtlichen Interessen und Forschungen. Er war 1873 Gründer des Vereins für Hennebergische Geschichte und Landeskunde zu Schmalkalden und u. a. Mitglied der historischen Kommission für Hessen und Waldeck, der Historischen Kommission für die Provinz Hannover, Braunschweig sowie der Historischen Kommission für das Großherzogtum Oldenburg und publizierte seine Forschungen.

## Privates
Gerland war der Sohn des Kurhessischen Generalmajors Balthasar Gerland (1795–1861) und dessen Frau Wilhelmine Friederike Grandidier (* 1787). Er war seit 1866 verheiratet mit Dorothea Dithmar (1832–1906). Seine Brüder waren der Geograph und Geophysiker Georg Gerland und der Physiker Ernst Gerland.

## Schriften (Auswahl)

### Juristische Fachliteratur
- Das Recht der Polizei-Verordnungen in der Preussischen Monarchie. Zum Gebrauche für Polizei-Behörden und Gerichte nach den neueren Verwaltungsgesetzen zusammengestellt von Otto Gerland. Norddeutsche Verlagsanst. O. Goedel, Hannover 1885.
- Die in der Provinz Hannover gültigen landespolizeilichen Bestimmungen. Zusammengestellt durch Dr. Otto Gerland, Senator und Polizei-Dirigent zu Hildesheim, 2. Auflage, Norddeutsche Verlagsanstalt D. Goebel, Hannover 1887. (Digitalisat auf digital.staatsbibliothek-berlin.de, abgerufen am 7. April 2023)

### Historische Schriften
- 1810–1860, zwei Menschenalter kurhessischer Geschichte, nach den Erinnerungen und Aufzeichnungen des Generalmajors Gerland und anderen Quellen Achtzehnhundertzehn bis Achtzehnhundertsechzig. Brunnenmann, Kassel 1892.
- Schloß Wilhelmsburg bei Schmalkalden. Schuster & Bufleb, Berlin 1895.

- Die spätromanischen Wandmalereien im Hessenhof zu Schmalkalden. Nach Originalaufnahmen veröffentlicht und beschrieben. Verlag E. A. Seemann Leipzig 1896. (Digitalisat auf digi.ub.uni-heidelberg.de, abgerufen am 7. April 2023)
- Werner Henschel. Ein Bildhauer aus der Zeit der Romantik. Leipzig 1898, OCLC 34010084.
- Kunst- und kulturgeschichtliche Aufsätze über Hildesheim. Hildesheim 1905, OCLC 42362129.
- Die Dammstadt von Hildesheim, in: Zeitschrift des Harz-Vereins für Geschichte und Altertumskunde, 47. Jahrgang, 1914, S. 372–392. (Abschrift auf hildesheimer-geschichte.de, abgerufen am 7. April 2023)